# Nam Hồng, Đông Anh
Nam Hồng là một xã thuộc huyện Đông Anh thành phố Hà Nội, Việt Nam.

## Địa lý
Xã Nam Hồng nằm ở phía tây huyện Đông Anh, có vị trí địa lý:
- Phía đông giáp xã Bắc Hồng và xã Vân Nội
- Phía tây và phía bắc giáp huyện Mê Linh
- Phía nam giáp xã Kim Nỗ và xã Kim Chung.

Xã Nam Hồng có diện tích 9,15 km², dân số năm 2022 là 17.759 người, mật độ dân số đạt 1.940 người/km².

## Hành chính
Xã Nam Hồng được chia thành 4 thôn: Đìa, Đoài, Vệ, Tằng My và khu dân cư Cầu Lớn.

## Lịch sử
Tháng 3 năm 1946, xã Đông Đồ và xã Tằng My sáp nhập 
xã Phúc Long.
Ngày 17 tháng 6 năm 1949, hợp nhất xã Phúc Long và xã Tuyên Nghĩa thành xã 
Đông Thành.
Ngày 10 tháng 11 năm 1949, Ủy ban hành chính Liên khu 2 ban hành Quyết định số 968-PC/2 về việc đổi tên xã Đông Thành thành xã Nam Hồng.
Tháng 4 năm 1955, xã Nam Hồng được chia thành xã Phúc 
Long và xã Nam Hồng. Trong đó, Nam Hồng gồm 4 thôn: Đoài, Đìa, Vệ, Tằng My.

## Kinh tế
Kinh tế của xã trước đây chủ yếu dựa vào nông nghiệp. Nhóm tiểu thủ công nghiệp, làng nghề không có gì nổi bật. Nhóm lao động trẻ tại xã chủ yếu là làm công nhân tại khu công nghiệp Thăng Long (thuộc xã Kim Chung, Võng La) và khu công nghiệp Quang Minh (thuộc thị trấn Quang Minh, huyện Mê Linh). Nhóm kinh doanh dịch vụ phát triển tập trung ở ven Quốc lộ 23B.

## Văn hóa

### Di tích
Di tích Địa đạo Nam Hồng là địa điểm có giá trị to lớn về lịch sử kháng chiến chống thực dân Pháp giai đoạn 1945 – 1954 của quân và dân ta. Di tích đã được Bộ văn hóa xếp hạng di tích lịch sử văn hóa cấp quốc gia năm 1996.

## Giao thông
Các tuyến, hệ thống giao thông ở xã Nam Hồng:
- Quốc lộ 23B: nối Quốc lộ 3 với Quốc lộ 23
- Đường cao tốc Bắc Thăng Long - Nội Bài: cao tốc này cắt tuyến đường sắt Yên Viên – Lào Cai tại lý trình km7 + 312 trên cầu vượt đường sắt Quang Minh (giáp ranh thị trấn Quang Minh)
- Đường sắt Yên Viên – Lào Cai
- Đường sắt Bắc Hồng – Văn Điển (đường sắt vận chuyển hàng hóa)
- Hệ thống xe buýt: 07,35B, 53A, 56A, 58, 61, 64, 93, 95, 96.